# Nissan Rasheen
La Nissan Rasheen (in giapponese: 日産・ラシーン, Hepburn: Nissan Rashīn) è un'autovettura del tipo fuoristrada prodotta dalla casa automobilistica giapponese Nissan Motor da novembre 1994 ad agosto 2000.

## Descrizione

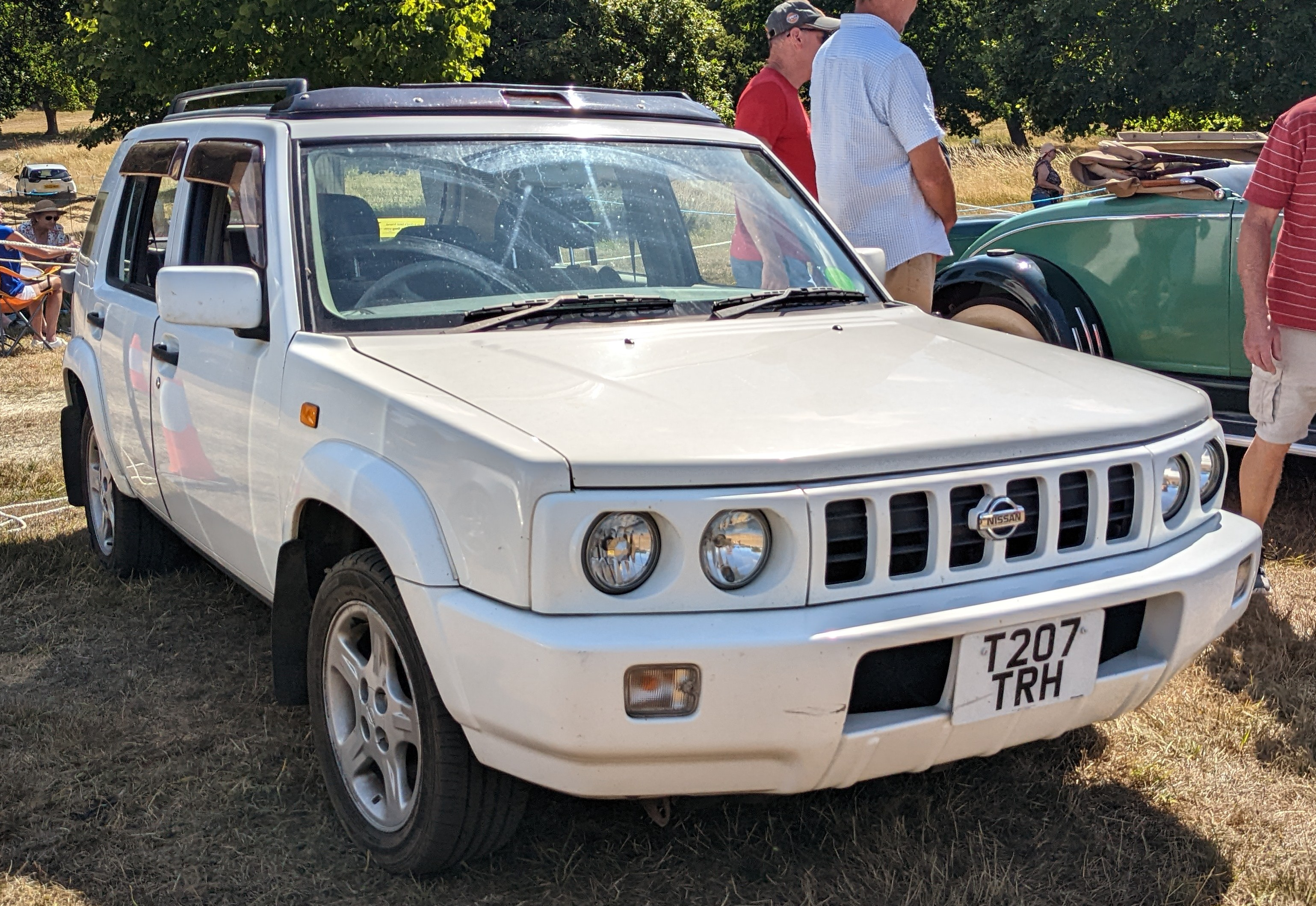
Rasheen restyling

Dotata di serie della trazione integrale, è stata anticipata da un prototipo esposto per la prima volta al salone di Tokyo dell'ottobre 1993.  A spingere la vettura ci sono tre diverse motorizzazioni tutte a benzina a quattro cilindri in linea: la GA15DE da 1,5 litri, SR18DE da 1,8 litri e SR20DE da 2,0 litri. 
L'auto, dotata di cinque porte e posti, si caratterizza per avere un design della carrozzeria squadrato e spigoloso. La produzione della Rasheen è stata delegata dalla Nissan alla società Takada Kogyo. 
La Rasheen condivide la piattaforma con la coeva Nissan Sunny (B14), utilizzando alcune componenti meccaniche del gruppo propulsore della Nissan Pulsar (N14) con trazione integrale.
Il sistema a quattro ruote motrici permanente, denominato ATTESA dalla Nissan, si componeva di un giunto viscoso che invia la coppia motrice agli assi anteriore e posteriore in base alle diverse situazioni e condizioni d'aderenza. I freni con sistema antibloccaggio sono stati introdotti nel settembre 1996 insieme a un piccolo restyling. Lanciata inizialmente con il quattro cilindri in linea da 1,5 litri da 105 CV (77 kW), il motore da 1,8 litri da 125 CV (92 kW) è stato aggiunto alla gamma nel gennaio 1997 in abbinamento al cambio automatico. Successivamente, dopo essere stata presentata al Motor Show di Tokyo del 1997, è arrivata una versione da 2,0 litri denominata Rasheen Forza dotata del motore SR20DE da 145 CV (107 kW). 
Nell'agosto 2000 la produzione è stata interrotta, in conseguenza del piano di ristrutturazione aziendale di Carlos Ghosn, venendo sostituita da Nissan X-Trail.